# 停車帯
停車帯（ていしゃたい）は、道路構造令で定められた日本における道路の設計に関する用語で、主に都市部の道路で駐停車の多い区間において、「主として車両の停車の用に供するために設けられる帯状の車道の部分」（道路構造令第2条第14号）を指す。

## 概要
道路構造令第9条では、原則として停車帯の幅員を2.5メートルと定め、例外として1.5メートルに縮小することが認められている。標準値2.5 mは大型車、縮小値1.5 mは乗用車の停車を想定したものである。道路構造令の第1種・第2種・第3種の道路での停車需要は路肩で対応するが、第4種の道路では停車帯を設けることで対応する。
都市内の道路網を形成する第4種の道路は沿道の用途によっては商業施設への出入や荷捌きなどによる路上への駐停車の需要が多く発生することが予想され、駐車帯を設置することで円滑な通行の確保が期待できる。そのほか、道路全体が広幅員となり、良好な市街地形成を助けることも期待できる。また、第4種の第1級・第2級の2車線道路では停車による道路交通への影響が大きく、停車帯設置によるメリットが大きい。

## 構造
停車帯の構造は車道と同一平面とするが、停車帯の中に街渠を設けてもよい。停車帯を設けた場合は更に路肩を設ける必要は無い。

## 運用
停車帯の本来の目的は車両の一時的な停車であるが、駐車禁止にすることで駐車を排除して停車のみにすることは自転車や原動機付自転車などが通行のために停車帯を利用できる利点がある。
交差点付近では駐車はもとより停車も望ましくなく、交差点の流出入部では停車帯に用いることができる幅員を利用して付加車線（右左折車線など）や広幅員の歩道・自転車歩行者道などを設けるのが良い。また、横断歩道の部分では停車帯に用いることができる幅員の分で歩道をせり出すこともでき、車両と歩行者で相互に視認性が確保され、歩行者が車道を横断する距離が短縮できる。
停車帯の設置が望ましい道路では一般に自転車交通も多く、自転車通行帯に車両が駐停車することを防ぎたい場合は交通実態や沿道状況を踏まえたうえで停車帯の設置を検討しなければならない。この場合、停車帯は自転車通行帯の左側に設置することが原則である。停車帯が自転車通行帯の左右のいずれになるかを問わず、自転車通行帯が道路法線に平行で連続的になるように停車帯を設置しなければならない。また、停車車両がドアを開けた際の接触を防ぐため、自転車通行帯と停車帯には余裕幅を持たせるべきである。なお、自転車通行帯を設ける場合は停車帯の幅員は2.0 m以上確保するのが望ましい。
2003年に社会資本整備審議会の小委員会は、今後都市内の「トラフィック機能重視道路（自動車交通を円滑に流すための道路）」には原則として停車帯を設けないとする方向を打ち出している。また、福島市には1.5メートル幅の停車帯を自転車専用通行帯に転用した事例がある。